# كاراليو
كاراجليو،  هي بلدية (بلدية) في مقاطعة كونيو في منطقة بيدمونت الإيطالية، تقع على بعد حوالي 80 كيلومتر (50 ميل) جنوب غرب تورينو وحوالي 10 كيلومتر (6 ميل) شمال غرب كونيو. اعتبارًا من 1 يناير 2018، كان عدد سكانها 6782 نسمة ومساحتها 41.68 41.68 كيلومتر مربع (16.09 ميل2).
بلدية كاراجليو تحتوي على فرازيوني (التقسيمات الفرعية، القرى الصغيرة بشكل حيوي) بوتوناسكو، كاسينا بيانكا، كاسينا سوتانا، غراسيني، مونتوروني، أولتر جرانا، بالازاسو، باشيرا سان كارلو (سوبرانا)، باشيرا سان ديفيندينتي (سوتانا)، رواتا باتشياس بورجي، رواتا برونو، رواتا تشيابي، رواتا ديلفينو، رواتا فريزيا، رواتا غاليانو، رواتا جيو، رواتا لورنزوت، رواتا موشيا، روزاتا أرماندو، سان لورينزو، تيتو بيلينو، تيتو بيانكو، تيتو بوساسي.
تحد كاراجليو البلديات التالية: بيرنيزو وBusca وكيرفسكا وكونيو ودرونيرو و Montliers di Cuneo وفالغرانا.

## متاحف
- مطحنة الحرير في كاراجليو

## مشاهير
- أرنالدو موميجليانو، مؤرخ، ولد في كاراجليو

## التوأمة - المدن الشقيقة
Caraglio توأمة مع:
- Laboulaye, Córdoba, Argentina